# 法国—葡萄牙关系
法国－葡萄牙关系指的是法兰西共和国和葡萄牙共和国之间的双边关系。目前两国均为欧洲委员会、欧洲联盟、北大西洋公约组织、经济合作与发展组织、地中海聯盟以及联合国的成员国。

## 历史
两国由于同属欧洲，故存在悠久的历史关系。葡萄牙的开国君主阿方索一世出身于法国勃艮第家族，该家族为卡佩王朝的分支。两国在大航海时代均为庞大的殖民帝国，在寻求各自帝国扩张的过程中相互竞争。1495年，法国和葡萄牙签署了《联盟和贸易条约》，为两国历史上签署的第一个条约。
在1640年至1668年的葡萄牙复国战争期间，法国支持葡萄牙从西班牙独立。但是在七年战争中两国却处于敌对关系，在接下来的西班牙王位继承战争和1762年西班牙入侵葡萄牙战争中亦是如此。

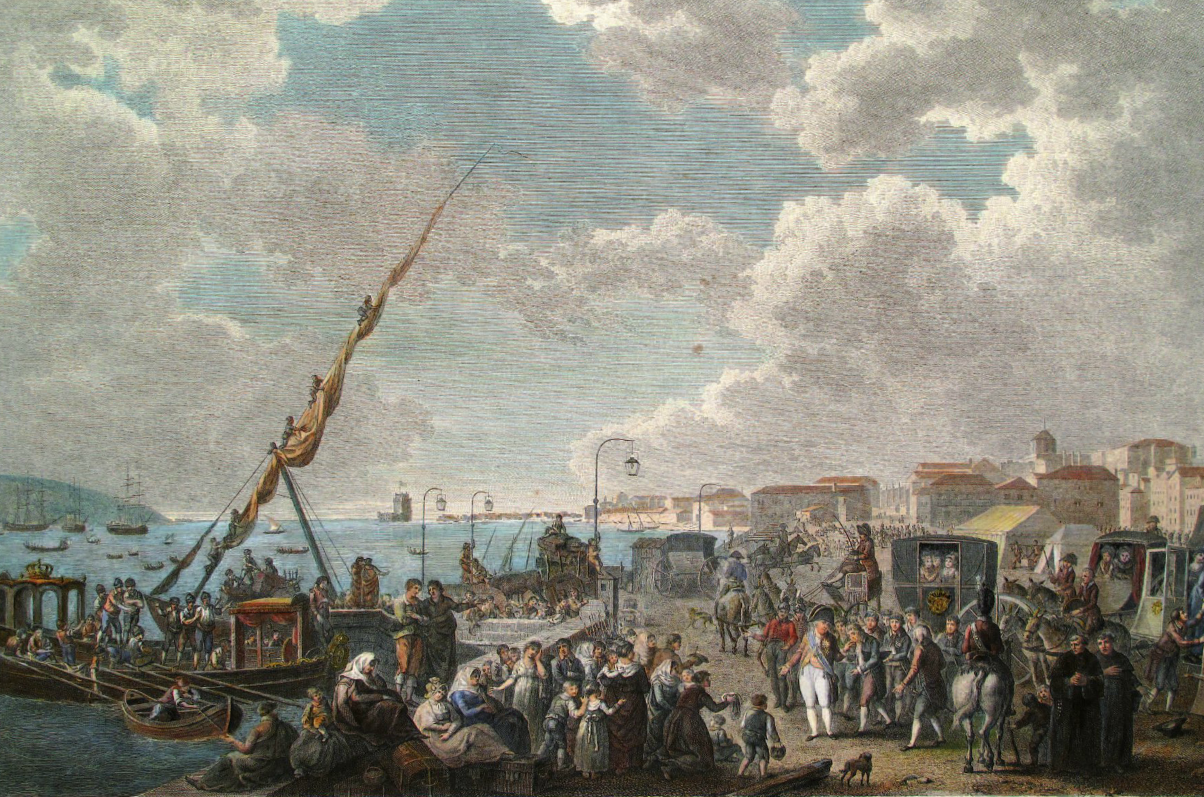
由于法军入侵里斯本，葡萄牙王室成员前往里约热内卢

1807年，由于葡萄牙拒绝了法国皇帝拿破仑对英国实施大陆封锁的要求，法国和葡萄牙的关系跌入低谷。不久之后，法军在让-安多许·朱诺的带领下开始入侵葡萄牙，并于1807年12月8日占领了里斯本。葡萄牙王室对此毫无招架之力，只得仓皇逃往里约热内卢。于是里约热内卢在1808年到1821年间成为了葡萄牙帝国的首都，直到1822年巴西宣布脱离葡萄牙独立，里斯本重新成为葡萄牙首都。
在半岛战争中葡萄牙于英国的帮助下终获独立，并于1812年驱逐了所有的法国侵略者。但是葡萄牙却在这场战争中失去了奥利文萨，该镇此后一直被西班牙占领直到今天。
在第一次世界大战中，葡萄牙一开始处于中立，但后来选择加入了协约国，与法国再度成为了盟友。在第二次世界大战中，葡萄牙一直处于中立的状态。
时至今日，法国和葡萄牙之间仍存在密切的政治关系。两国都是欧盟成员国，并在许多问题上密切合作。目前大约有170万葡萄牙人生活在法国，是法国境内最大的外国人群体。而大部分未向葡萄牙派遣常驻大使的国家，也委派驻法国大使兼辖葡萄牙。

## 常驻外交使团
- 法国在里斯本设有大使馆[10]
- 葡萄牙在巴黎设有大使馆，在波尔多、里昂、马赛、斯特拉斯堡设有总领事馆，在图卢兹设有副领事馆。[11]

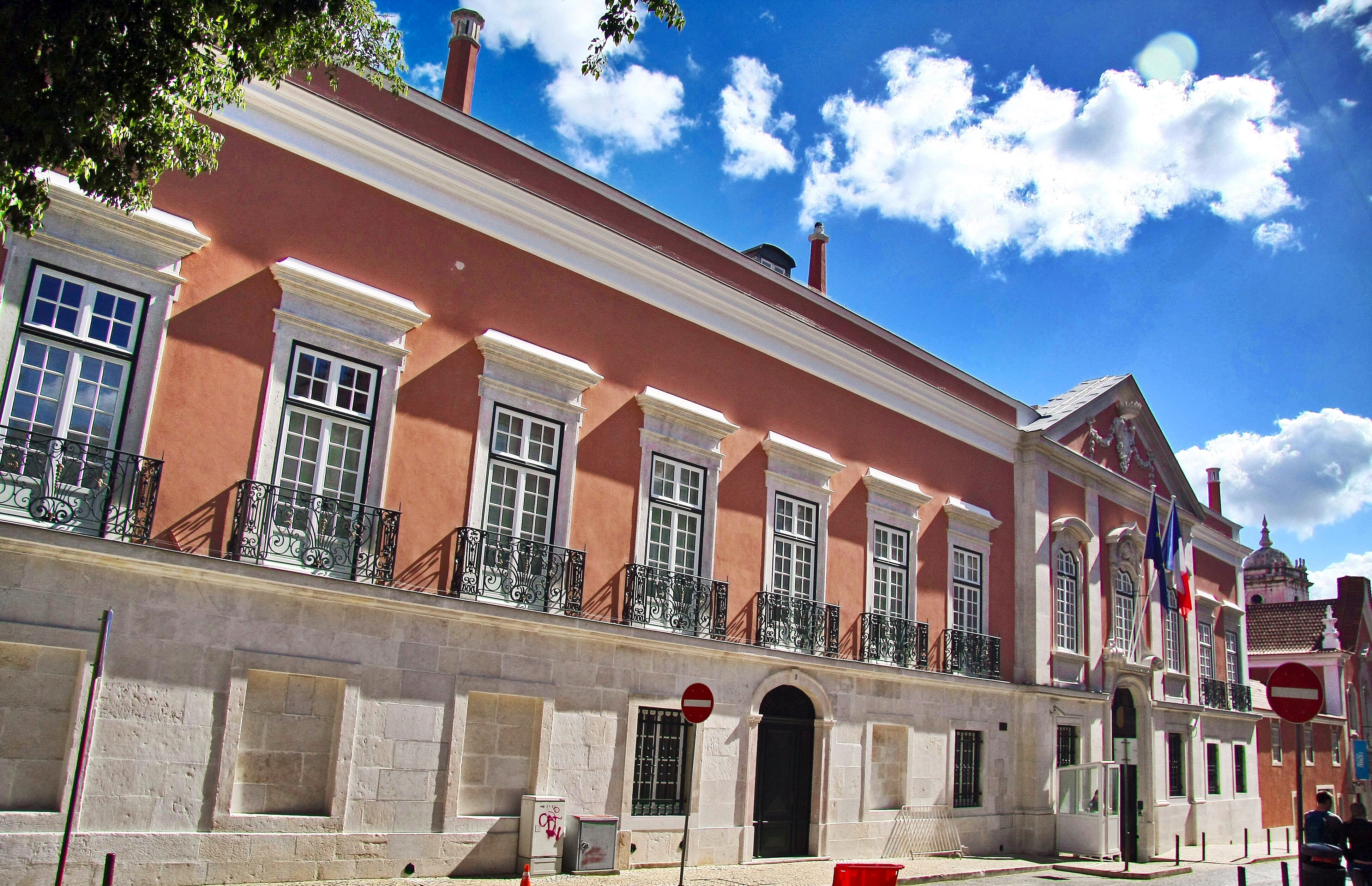
位于里斯本的法国大使馆
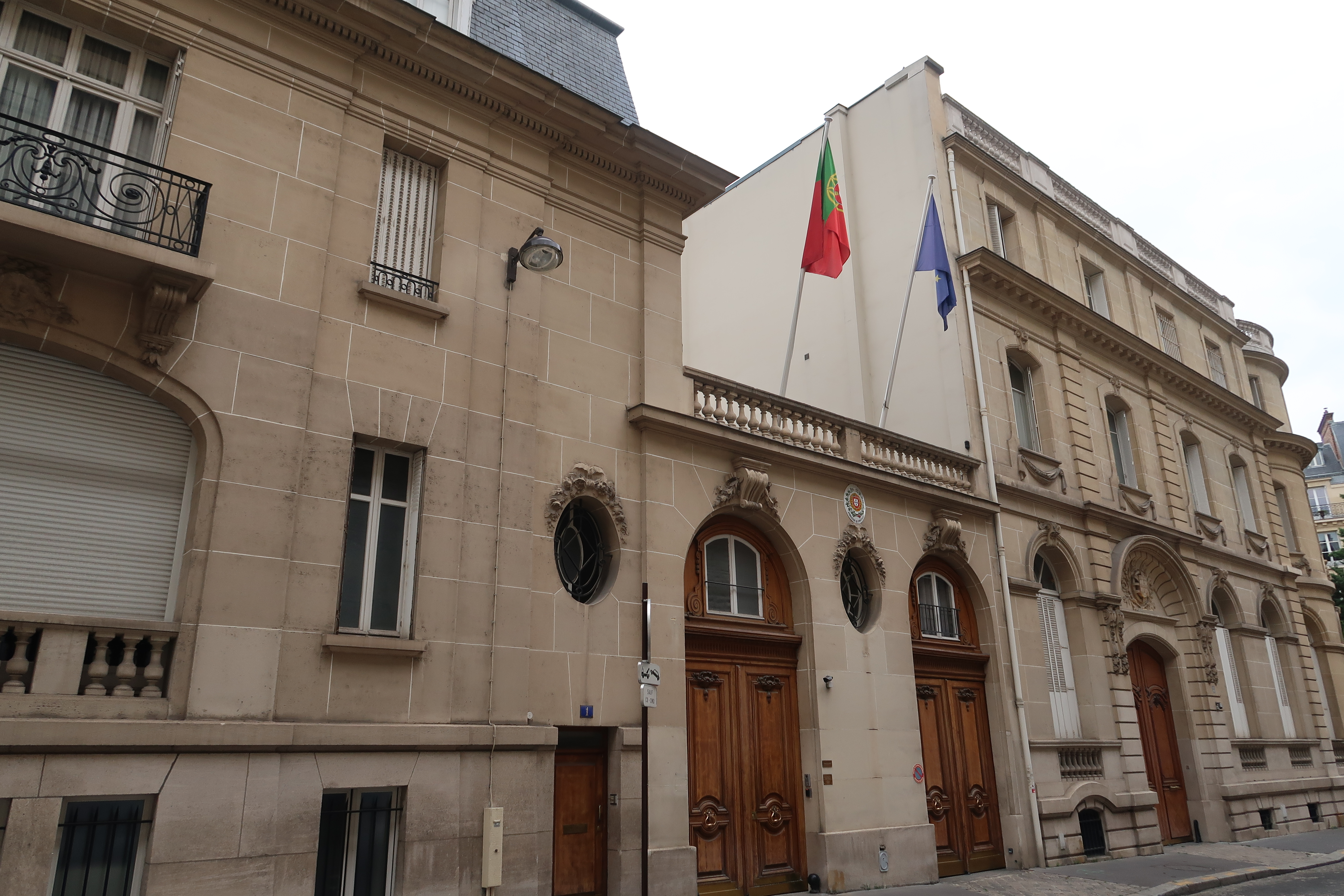
位于巴黎的葡萄牙大使馆
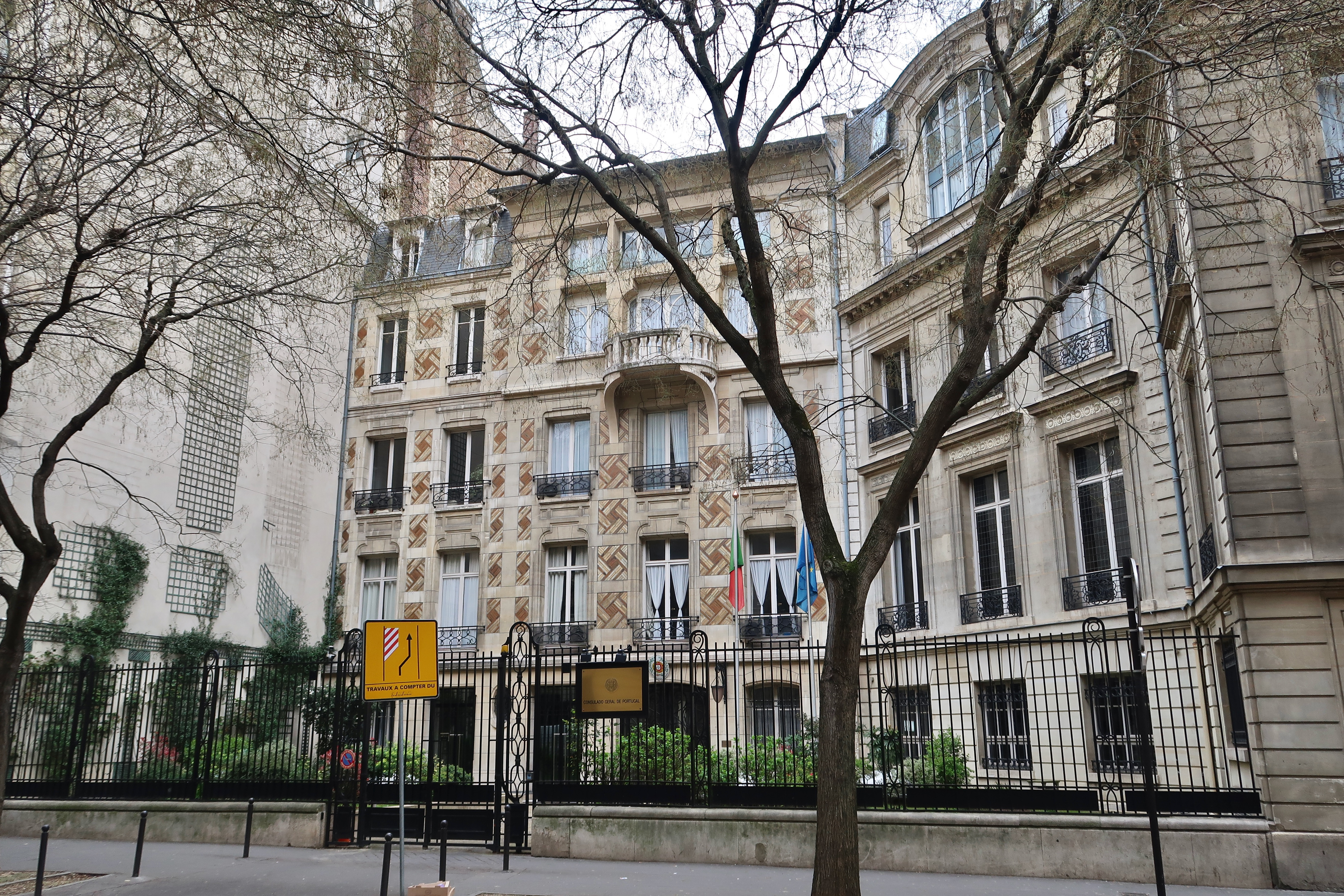
位于巴黎的葡萄牙总领事馆
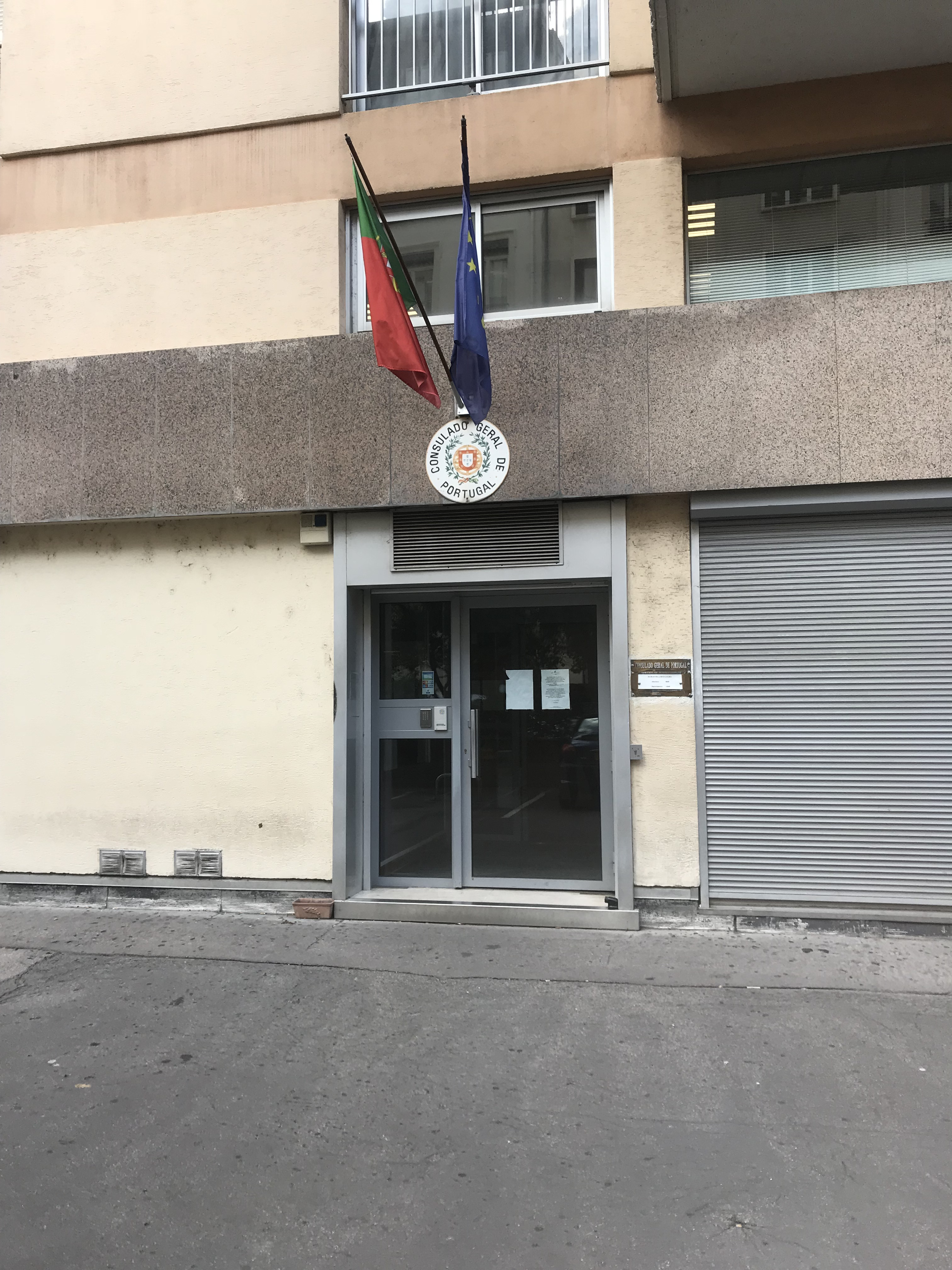
位于里昂的葡萄牙总领事馆